# Brejetuba
Brejetuba là một đô thị thuộc bang Espírito Santo, Brasil. Đô thị này có diện tích 342,507 km², dân số năm 2007 là 10896 người, mật độ 31,81 người/km².